# Andreas Hofer (Turner)
Andreas Hofer (* 18. Januar 1987 in Heidelberg) ist ein deutscher Gerätturner. Er turnt für die KTG Heidelberg. Seit Januar 2009 studiert Hofer an der University of Nebraska-Lincoln, wo er für die Nebraska Cornhuskers antritt.

## Erfolge
- Mehrmaliger Baden-Württembergischer Meister
- Aufnahme in den Bundeskader des DTB (1998)
- Deutscher Vize-Jugendmeister am Boden (2001)
- Dritter bei den Deutschen Jugendmeisterschaften im Mehrkampf (2003)
- Deutscher Vize-Jugendmeister am Sprung (2003)
- Dritter bei den Deutschen Jugendmeisterschaften im Mehrkampf (2004)
- Deutscher Jugendmeister am Sprung (2004)
- Dritter bei den Deutschen Jugendmeisterschaften am Barren (2004)
- Deutscher Jugendmeister am Boden (2005)
- Deutscher Vize-Jugendmeister am Sprung (2005)
- Gewinner des Länderkampfes Deutschland gegen Tschechien – sowohl mit der Mannschaft als auch im Einzel (2005)
- Berufung in die Nationalmannschaft (2006)
- Aufstieg in die 1. Bundesliga mit der KTG Heidelberg (2006)
- Berufung in die Nationalmannschaft (2007)